# Brzezinka (Andrychów)
Brzezinka ist eine Ortschaft der Gemeinde Andrychów im Powiat Wadowicki der Woiwodschaft Kleinpolen in Polen.

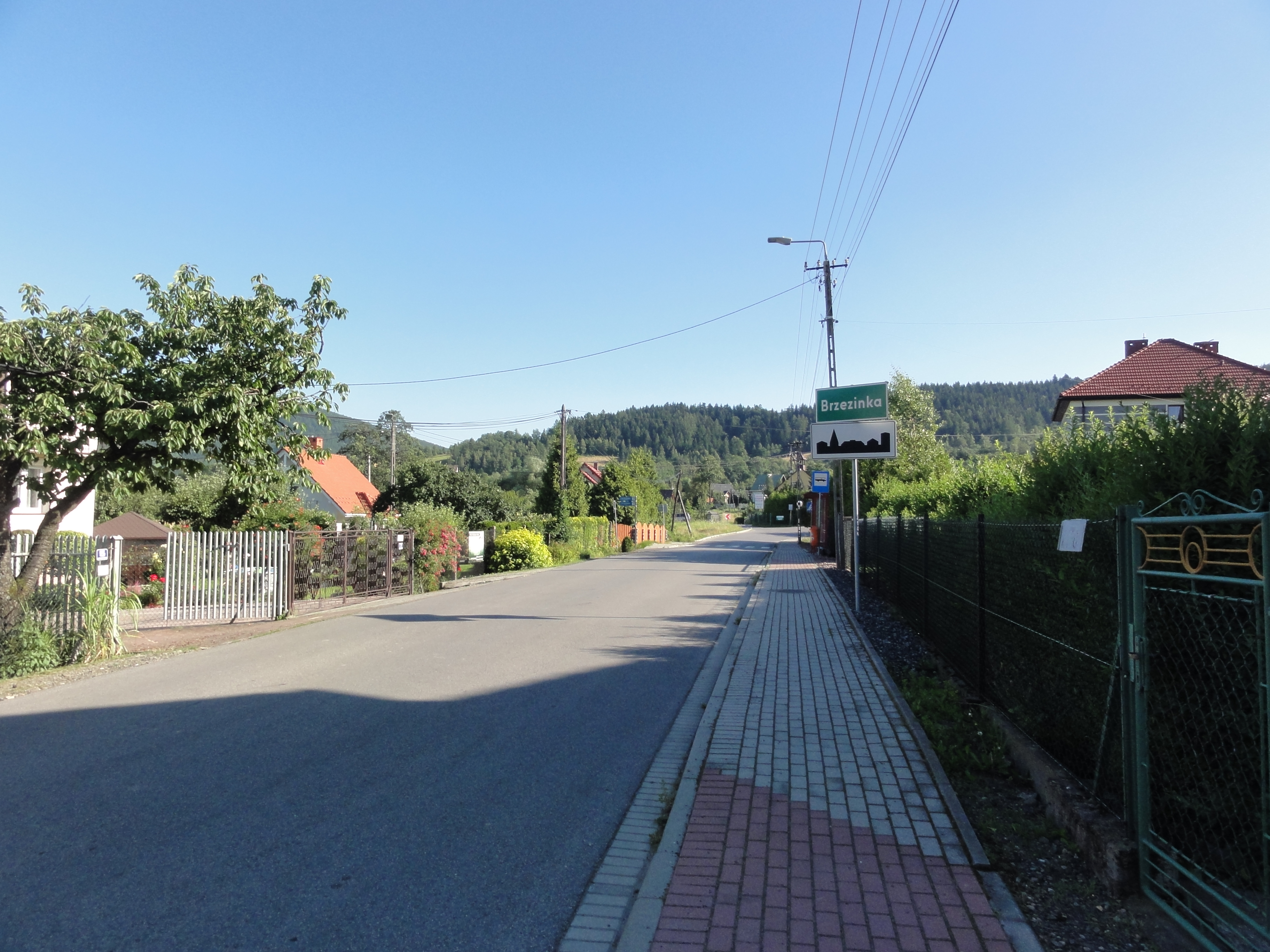
Einfahrt in das Dorf

## Geographie
Brzezinka liegt unter den Kleinen Beskiden (Beskid Mały).
Das Dorf ist zwischen zwei Schulzenämtern geteilt:
- Brzezinka: Brzezinka Dolna (im Norden),
- Targanice: Brzezinka Górna (im Süden);

Nachbarorte sind Roczyny im Norden, Targanice im Osten, Porąbka im Westen.

## Geschichte
Der Ort gehörte ursprünglich zu Roczyny. Der Name des Ortes leitet sich von der polnischen Bezeichnung für Birkenwald ab.
Bei der Ersten Teilung Polens kam Brzezinka 1772 zum neuen Königreich Galizien und Lodomerien des habsburgischen Kaiserreichs (ab 1804). Ab 1782 gehörte das Dorf zum Myslenicer Kreis (1819 mit dem Sitz in Wadowice).
1918, nach dem Ende des Ersten Weltkriegs und dem Zusammenbruch der k.u.k. Monarchie, kam Brzezinka zu Polen. Unterbrochen wurde dies nur durch die Besetzung Polens durch die Wehrmacht im Zweiten Weltkrieg. Es gehörte dann zum Landkreis Bielitz im Regierungsbezirk Kattowitz in der Provinz Schlesien (seit 1941 Provinz Oberschlesien).
Von 1975 bis 1998 gehörte Brzezinka zur Woiwodschaft Bielsko-Biała.